# Интеллектуал (школа)
Государственное бюджетное общеобразовательное учреждение «Школа „Интеллектуал“» — государственное бюджетное образовательное учреждение в Москве.

## Общая информация
По результатам 2015/2016, согласно рейтингу «РИА Новости», занимала 4 место среди лучших школ России, также по итогам 2013/2014 учебного года занимала 19-е место в рейтинге московских школ, показавших наиболее высокие образовательные результаты (в 2012/2013 уч. году занимала 11-е место в рейтинге), и 16-е место в рейтинге российских школ, обеспечивающих высокие возможности развития таланта учащихся; входит в топ-500 российских школ, обеспечивающих высокий уровень подготовки выпускников, а также в списки топ-100 российских школ, обеспечивающих высокий уровень подготовки в шести предметных областях (физико-математической, физико-химической, биолого-химической, биолого-географической, социально-гуманитарной и индустриально-технологической).

## История школы

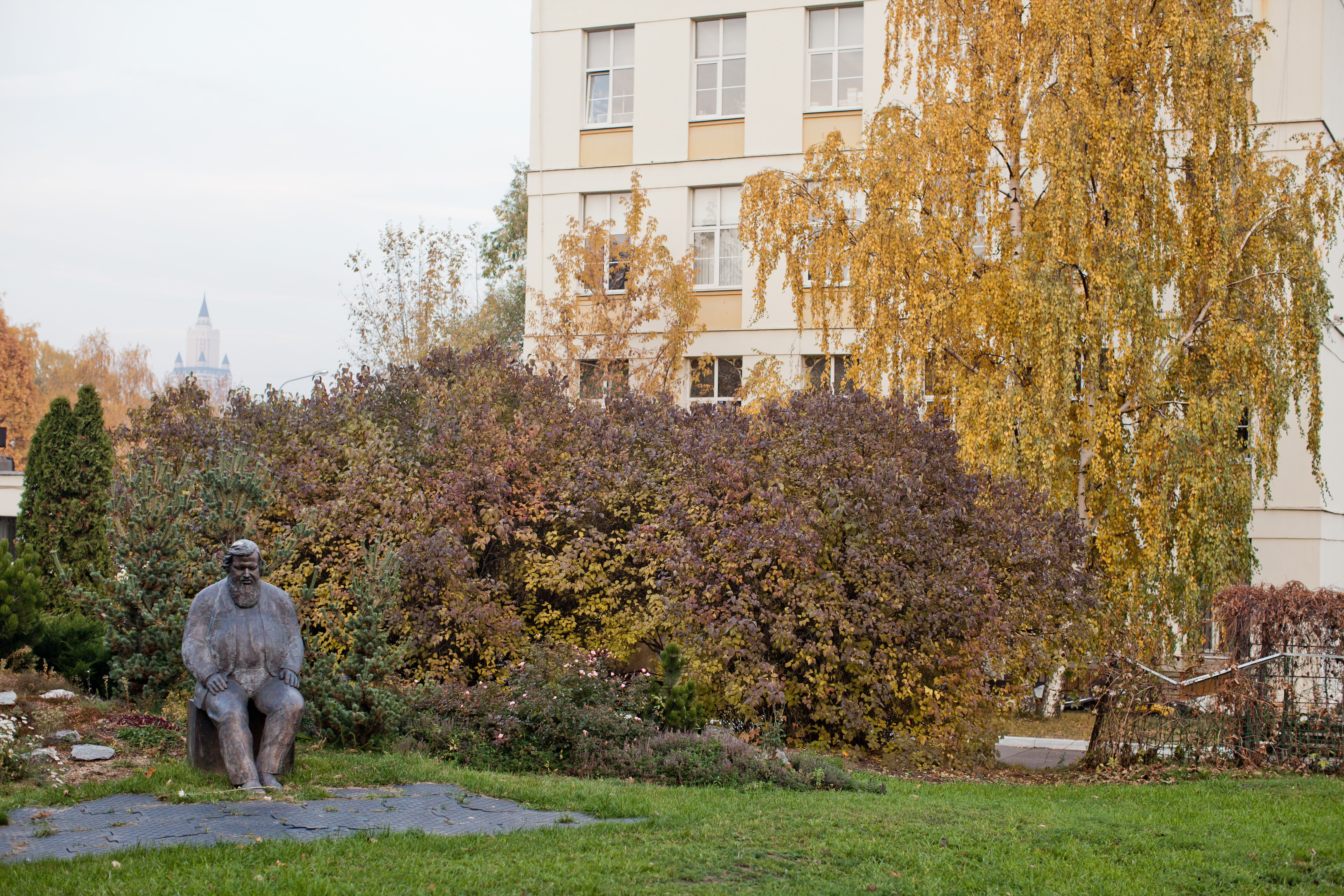
Памятник Евгению Маркелову во дворе школы

Школа была открыта по распоряжению Департамента образования города Москвы в 2002 году. Основателем школы и её первым директором был педагог Евгений Владимирович Маркелов (1962—2010). После кончины Маркелова в сентябре 2010 года школу-интернат возглавил Юрий Борисович Тихорский, работающий в школе с момента её основания. Однако в 2016 году его сменил Илья Алексеевич Запольский, являющийся директором по сей день.

## Работа школы
Учебная и научная деятельность в школе «Интеллектуал» ведется на различных кафедрах (психологии, филологии, математики, физики, информатики, химии, географии и геологии, биологии, истории, МХК, социально-экономических наук, иностранных языков, физкультуры). Ученикам 5-11 классов предлагается выбрать между углубленной и базовой группой по изучению многих школьных предметов. Ученики, поступающие в 10 класс, должны выбрать один из профилей обучения: гуманитарный, социально-экономический, биолого-химический, физико-химический, физико-математический (информационно-математический является подпрофилем физико-математического), океанологический, или индивидуальный (при поступлении на индивидуальный профиль ученик имеет право сам выбрать те предметы, которые он хочет изучать углубленно). 38 учителей «Интеллектуала» имеют кандидатскую степень. Многие преподаватели совмещают работу в школе с научной деятельностью.

## Учителя

### Русский язык и литература
- Дарья Вильямовна Николаева
- Татьяна Александровна Малюта
- Антонина Андреевна Демидова
- Оксана Витальевна Волкова
- Валентина Гарриевна  Угрехелидзе
- Анна Александровна Цызова
- Ирина Владимировна Кузнецова (Лукьянова)
- Ксения Александровна Молдавская
- Всеволод Владимирович Луховицкий
- Александра Петровна Лаврова
- Ольга Александровна Горелова
- Инна Ивановна Ходыкина

### Математика
- Сергей Владимирович Ламзин
- Лариса Артуровна Яковлева
- Алексей Иванович Сгибнев
- Антон Олегович Сысоев
- Александра Викторовна Куликова
- Яков Иосифович Абрамсон
- Елена Александровна Коноваленко
- Алексей Вадимович Забелин
- Ксения Анатольевна Назарова
- Надежда Юрьевна Прибылова
- Мария Алексеевна Желубенкова
- Наталья Михайловна Нетрусова
- Елена Борисовна Стефанова
- Михаил Анатольевич Шнитке
- Ольга Андреевна Бедарева
- Александр Викторович Иванов

### История
- Мария Юрьевна Федорцова
- Алексей Павлович Гергель
- Александр Григорьевич Авдеев
- Павел Андреевич Евдокимов
- Илья Алексеевич Запольский
- Михаил Сергеевич Гутник
- Александр Игоревич Головлёв

### География
- Сергей Вячеславович Засухин
- Полина Алексеевна Хамитова
- Екатерина Владимировна Ловская
- Татьяна Фёдоровна Крейденко
- Юрий Борисович Тихорский
- Андрей Евгеньевич Поляченко
- Мария Викторовна Свиридова

### Иностранные языки

###### Немецкий
- Анна Геннадьевна Кадыкова
- Наталья Сергеевна Кузовкина

###### Английский
- Алёна Алексеевна Швец
- Мария Юрьевна Горелова
- Наталья Андреевна Михалина
- Марина Сергеевна Живцова
- Мария Петровна Чернышова
- Галина Олеговна Савина

###### Французский
- Ольга Матвеевна Акулова
- Павел Владимирович Кошель
- Анна Алексеевна Бражникова

###### Испанский
Жанна Михайловна Иванова-де-Мендоса

### Биология

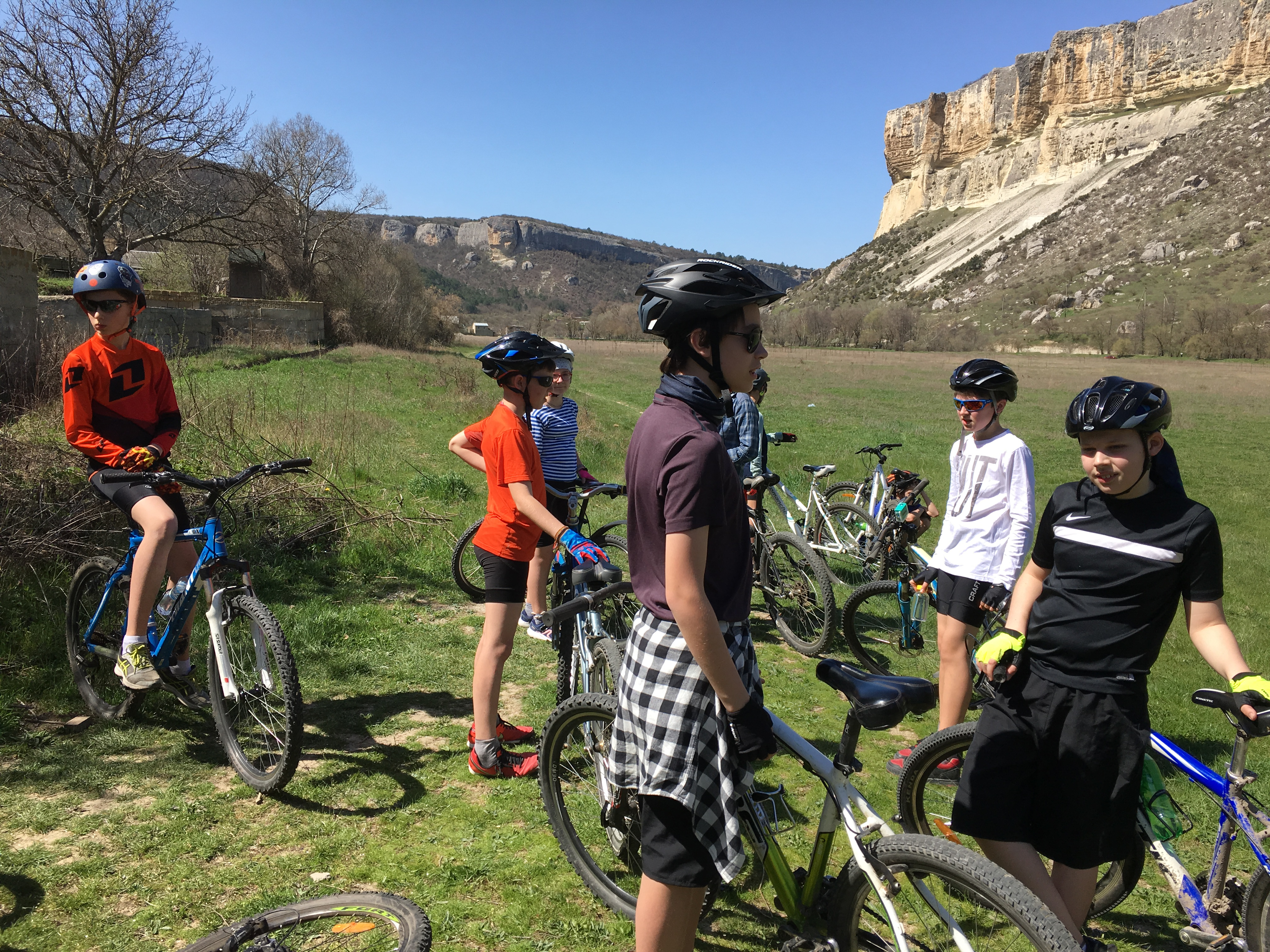

- Мария Владимировна Тиунова
- Мария Алексеевна Герасимова
- Надежда Владимировна Чистякова
- Анастасия Викторовна Самохвалова
- Анастасия Ивановна Танкова
- Игорь Леонидович Окштейн
- Анна Кирилловна Егорова

## Внеклассная деятельность
В школе функционирует более 80 различных кружков и секций разного направления (от ирландских танцев до молекулярной биологии). Существует школьная киностудия «Интелвидео», работы которой были отмечены на многочисленных конкурсах. У школы есть собственный литературный журнал "Пером на коленке", в выпуски которого входят произведения и иллюстрации учеников и преподавателей; среднее годовое количество выпусков равняется трем. Редакторский коллектив журнала, сформированный из заинтересованных студентов школы, насчитывает пятнадцать человек. Каждую осень в школе проходит традиционный турслёт с посвящением «в интеллектуальцы» новичков. В школе ведется активная исследовательская деятельность. Школьники делают проекты (исследовательские работы) на кафедрах по предложенным или по собственным темам. Проекты обязательны для школьников 8 и 10 класса, для остальных — крайне желательны. В школе действует театральная студия, а также театральный кружок «Классика на сцене». За последние 4 года учениками разных параллелей поставлено более 10 спектаклей по пьесам русских и зарубежных драматургов.
По инициативе Т. А. Малюты школьники ставят спектакли вне кружка.

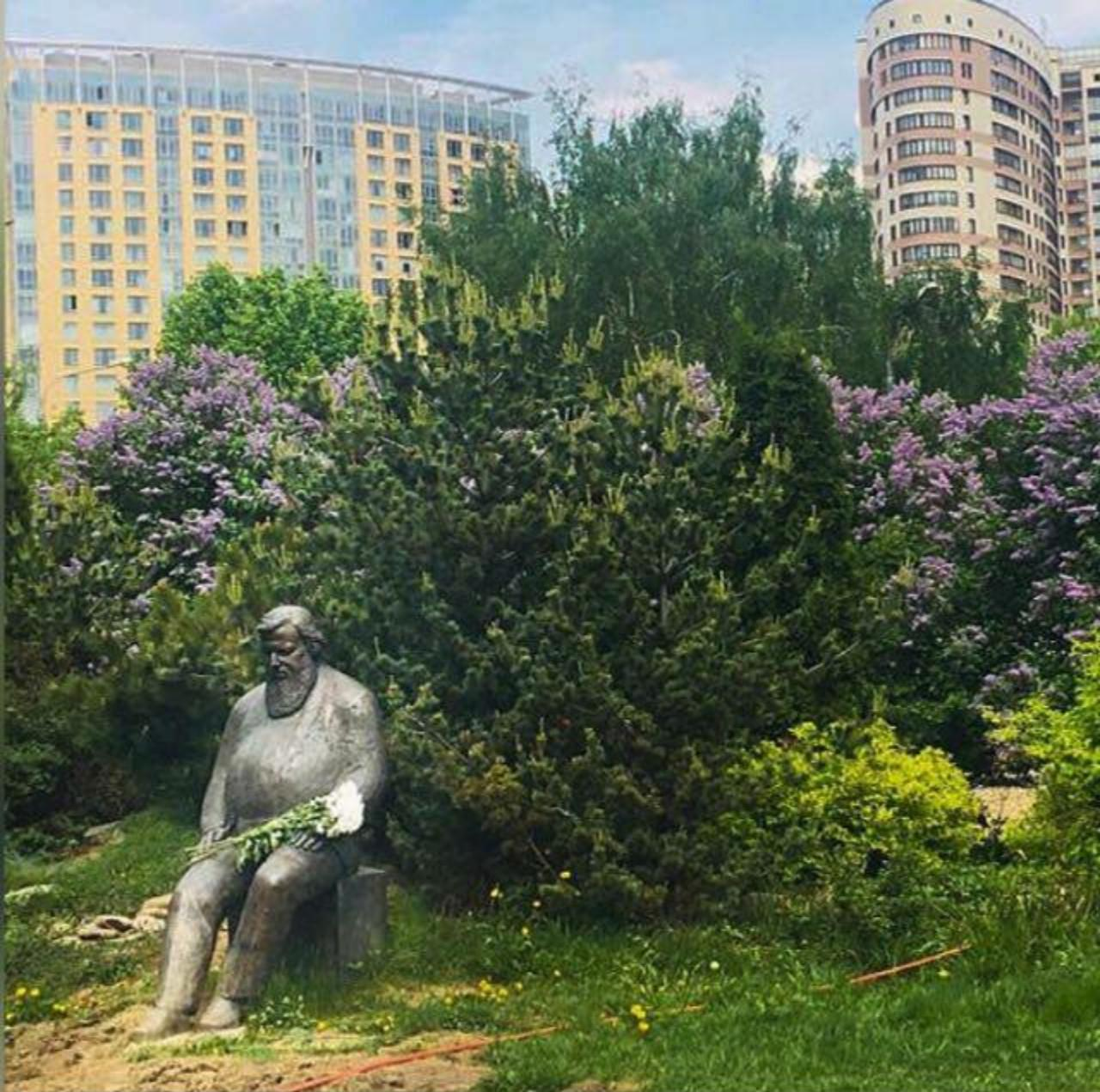
Памятник Евгению Владимировичу Маркелову

## Распространение образования
В школе «Интеллектуал» работает вечернее отделение, благодаря которому дети из других школ могут посещать кружки, организованные преподавателями «Интеллектуала».
Также «Интеллектуал» ежегодно проводит различные мероприятия для того, чтобы как можно больше учеников со всей страны имели возможность углублять свои знания. Это, в частности, Летняя школа интенсивного обучения, в работе которой участвуют школьники со всей России и из Казахстана, а также научная конференция «Вышгород», проходящая в апреле и собирающая юных исследователей из России и Белоруссии.

## Центр изучения китайского языка и культуры
Центр был создан в 2008 году на базе школы «Интеллектуал». 8 декабря 2010 года послом КНР в РФ Ли Хуэем и первым зампредом Комитета по образованию Госдумы РФ О. Н. Смолиным была проведена торжественная церемония открытия. С момента создания Центра его директором работает Сунь Сяовэй.

## Протесты против слияния школ

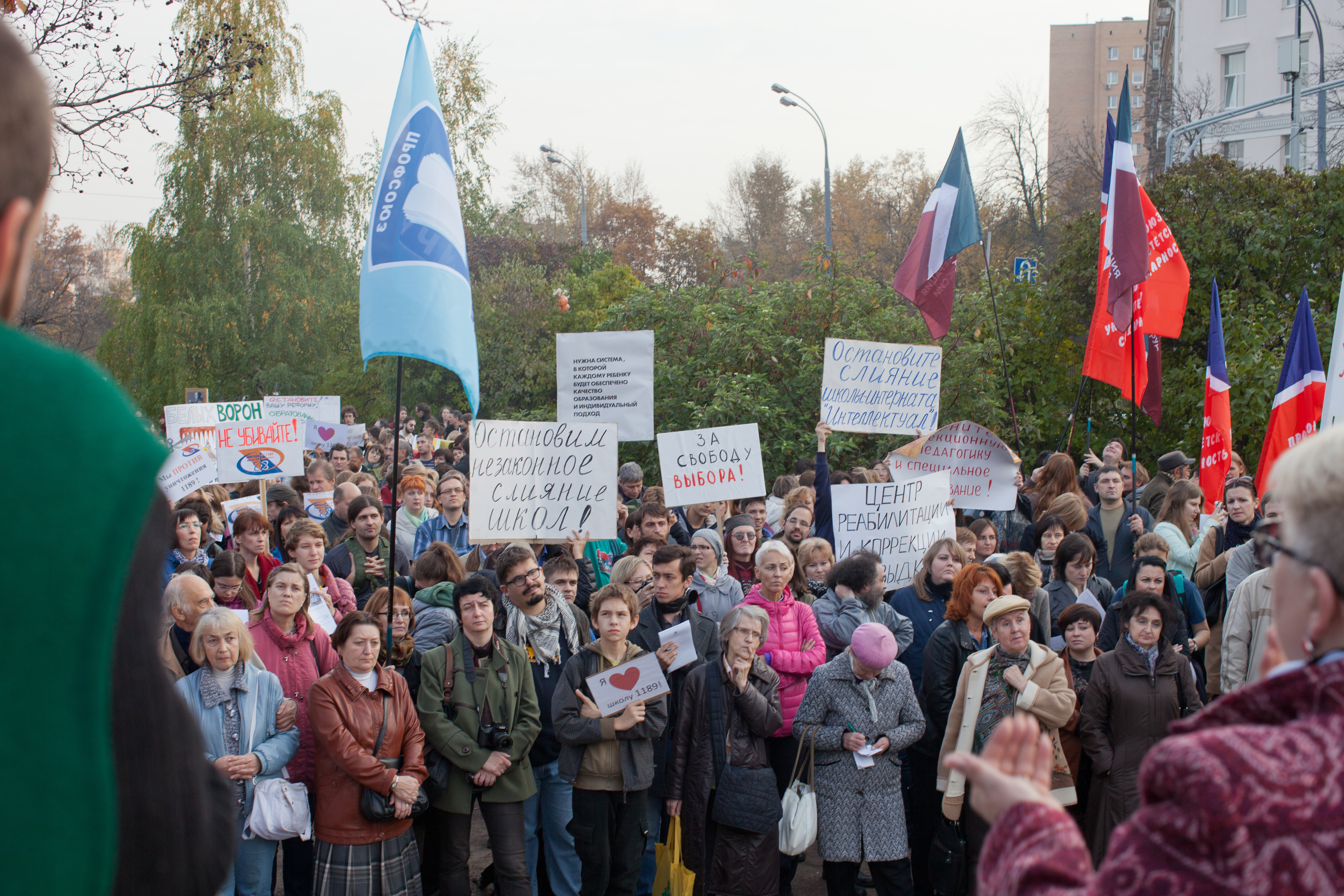
Митинг против слияния школ, инициированный профсоюзом «Интеллектуала»

Осенью 2014 года широкий общественный резонанс получил протест со стороны преподавателей школы, её выпускников, учеников и их родителей против урезания финансирования школы «Интеллектуал» ниже базового уровня (фактически — в несколько раз) и слияния её со школой № 1588.
19 сентября ученики школы обратились с открытым письмом к президенту России Владимиру Путину, премьер-министру Дмитрию Медведеву, министру образования Дмитрию Ливанову, мэру Москвы Сергею Собянину и депутатам Госдумы РФ.
Сотрудники школы и сочувствующие им провели несколько одиночных пикетов у здания мэрии Москвы.
11 октября 2014 года на Суворовской площади в Москве состоялся митинг в защиту школы «Интеллектуал» и других образовательных учреждений для детей с особыми учебными потребностями. По оценкам организаторов, число участников составило около 1400 человек.